# مکس الوآ
مکس اِلوآ (فرانسوی: Max Elloy‎؛ ‏ ۵ مهٔ ۱۹۰۰ – ۱۶ ژانویهٔ ۱۹۷۵) بازیگر اهل فرانسه بود.

## گزیدهٔ فیلم‌شناسی
- آن مرد از ریو
- تن‌تن و پرتقال‌های آبی
- آتول کا
- منون
- تن‌تن و راز پشم طلایی
- شیطان و ده فرمان
- واحه
- بازگشت به زندگی